# Lucius Pomponius Bononiensis
Lucius Pomponius Bononiensis was een Romeinse toneelauteur uit de eerste helft van de 1e eeuw v.Chr.
Samen met zijn jongere tijdgenoot Quintus Novius heeft hij het genre van de zogenaamde Commedia Atellana (burleske klucht) op literair niveau gebracht. Velleius Paterculus noemt hem zelfs de uitvinder van het genre (Historia Romana II, 9, 5). Volgens Hiëronymus’ Chronicon was Lucius Pomponius in 89 v.Chr. een ware beroemdheid.
Van zijn werk zijn ca. 200 verzen bewaard, alsook 70 titels van stukken. De vaste themata van het genre lijken daarin aan de orde te komen. 

 Dat er stereotiepe figuren in optreden als Maccus ("Domkop") en Pappus ("Sukkel") wordt bewezen door volgende bewaarde titels:
- Maccus  miles (Maccus als soldaat)
- Duo Macci (De beide Macci)
- Maccus virgo (Maccus als maagd)
- Pappus agricola (Pappus als boer)
- Pappus praeteritus (Pappus bankroet)

Spot op de behandeling van traditionele thema's in de officiële literatuur kan blijken uit de titel Agamemnon suppositus (De vervalste Agamenon). Ook de politieke satire lijkt niet te ontbreken.
Kenmerkend voor de stukken van Pomponius waren de ruwe toon en het uitgesproken volkse karakter. Uit de bewaarde fragmenten blijkt dat zijn taalgebruik vaak erg origineel was.